# Фуджіі Казе

Фуджіі Казе (藤井 風) (нар. 14 червня 1997, Сатошьо, префектура Окаяма, Японія) — японський співак, автор пісень, композитор та піаніст. Він здобув широку популярність завдяки своєму унікальному музичному стилю, що поєднує елементи попмузики, R&B, джазу та класичної музики, а також глибоким текстам пісень та харизматичній сценічній присутності.

## Біографія
Фуджіі Казе народився у сім'ї власників музичної школи. З раннього дитинства він проявляв інтерес до музики, особливо до фортепіано. Його батько заохочував його музичні заняття, а також знімав та публікував на YouTube кавер-версії популярних пісень у його виконанні, починаючи з 12 років. Ці відео швидко набули популярності, заклавши основу для його майбутньої кар'єри.
Після закінчення середньої школи Фуджіі Казе переїхав до Токіо, де почав активно займатися написанням власної музики та виступати наживо.

## Музична кар'єра
Його професійний дебют відбувся у 2019 році з випуском синглу «何なんw» («Nan nan w»). Ця пісня, з її оригінальним текстом та мелодією, одразу привернула увагу музичних критиків та слухачів. У тому ж році вийшов його другий сингл «もうええわ» («Mou eewa»).
У 2020 році Фуджіі Казе випустив свій дебютний альбом «HELP EVER HURT NEVER», який мав комерційний успіх та отримав схвальні відгуки. Альбом очолив японські музичні чарти та став платиновим. Пісні з цього альбому, такі як «優しさ» («Yasashisa» — «Доброта») та «罪と罰» («Tsumi to Batsu» — «Гріх і покарання»), стали хітами.
Його другий студійний альбом «LOVE ALL SERVE ALL», випущений у 2022 році, також став надзвичайно успішним, підтвердивши його статус одного з найталановитіших артистів Японії. Альбом відзначився ще більшою музичною різноманітністю та глибиною текстів. До нього увійшли такі популярні пісні, як «きらり» («Kirari» — «Блискуче») та «grace».
Музика Фуджіі Казе вирізняється мелодійністю, складними гармоніями та філософськими текстами, які часто торкаються тем любові, життя, смерті та духовності. Його вокал є емоційним та виразним, а його вміння грати на фортепіано додає його виступам особливої чарівності.

## Стиль та впливи
Музичний стиль Фуджіі Казе є еклектичним та поєднує різні жанри. Він сам відзначає вплив таких артистів, як Стіві Вандер, Марвін Ґей та Квінсі Джонс. У його музиці можна почути елементи японської попмузики (J-pop), сучасного R&B, джазу, госпелу та навіть класичної музики. Його пісні часто мають несподівані музичні повороти та аранжування.
Його тексти пісень написані переважно японською мовою, але іноді містять англійські фрази. Вони відрізняються поетичністю та глибоким змістом, часто спонукаючи слухачів до роздумів.

## Концертна діяльність
Фуджіі Казе відомий своїми енергійними та емоційними живими виступами. Його концерти часто включають імпровізації на фортепіано та живе спілкування з аудиторією. Він активно гастролює Японією та виступав на кількох міжнародних музичних фестивалях, здобуваючи все більше шанувальників за межами Японії.

## Цікаві факти
1. Він почав грати на фортепіано у віці 3 років.
2. Його перші музичні відео на YouTube були зняті його батьком у їхньому родинному домі.
3. Назва його дебютного альбому «HELP EVER HURT NEVER» є його життєвим кредо.
4. Він є амбасадором доброї волі від префектури Окаяма.
5. Його пісня «Kirari» стала дуже популярною в соціальних мережах і використовувалася в багатьох відео.
6. Він часто виступає босоніж на сцені, що стало однією з його впізнаваних рис.
7. Фуджіі Казе є самобутнім артистом, який не боїться експериментувати зі звуком та образами.

## Дискографія

### Студійні альбоми
- HELP EVER HURT NEVER (2020)
- LOVE ALL SERVE ALL (2022)

#### Сингли
- 何なんw (Nan nan w) (2019)
- もうええわ (Mou eewa) (2019)
- 優しさ (Yasashisa) (2020)
- 青春病 (Seishun Byou) (2020)
- へでもねーよ (Hedemo ne-yo) (2020)
- きらり (Kirari) (2021)
- 燃えよ (Moeyo) (2021)
- grace (2022)
- Workin' Hard (2023)
- 花 (Hana) (2024)

## Нагороди та визнання
Фуджіі Казе отримав численні нагороди та визнання в Японії, включаючи престижні музичні премії. Його творчість високо оцінюється як критиками, так і слухачами за його оригінальність, музичну майстерність та глибокий зміст.